# Embourg
Embourg (Nederlands: Emburg) is een plaats en deelgemeente van de Belgische gemeente Chaudfontaine. Tot 1 januari 1977 was het een zelfstandige gemeente. Embourg ligt in de provincie Luik, op een heuvelrug tussen het dal van de Vesder (oosten en noorden) en het dal van de Ourthe (westen). Tussen de Ourthe en Embourg loopt de autosnelweg 601 van Luik naar Bastenaken.

## Geschiedenis
De heerlijkheid en het kasteel waren in bezit van het Sint-Janskapittel te Luik. In 1318 werd het dorp verwoest door troepen van de Koning van Bohemen. In 1659 werd er een fenderie opgericht, waar blokken ruwijzer werden verzaagd ten behoeve van de spijkermakers die in Embourg werkzaam waren. Er kwam een watermolen en uiteindelijk ontstonden gieterijen en walserijen. In de 20e eeuw werden al deze bedrijven samengevoegd tot de Laminoirs de l'Ourthe. Na de Tweede Wereldoorlog werd Embourg vooral een woongemeente.

## Bezienswaardigheden
- Ten zuiden van Embourg ligt Fort Embourg als onderdeel van de fortengordel rond Luik.
- De Sint-Jan de Doperkerk (Église Saint-Jean-Baptiste) is een neogotisch kerkgebouw van 1897.
- Het Tankmonument
- Het Kasteel van Embourg was de woonplaats van de provoosten die namens het kapittel de heerlijkheid bestuurden. Het betreft een grote vierkantshoeve van 1630.
- De Laminoirs Deflandre omvat overblijfselen van een walserij uit het derde kwart van de 18e eeuw. Ook zijn er enkele gebouwen uit de 19e en 20e eeuw waaronder een van 1809.

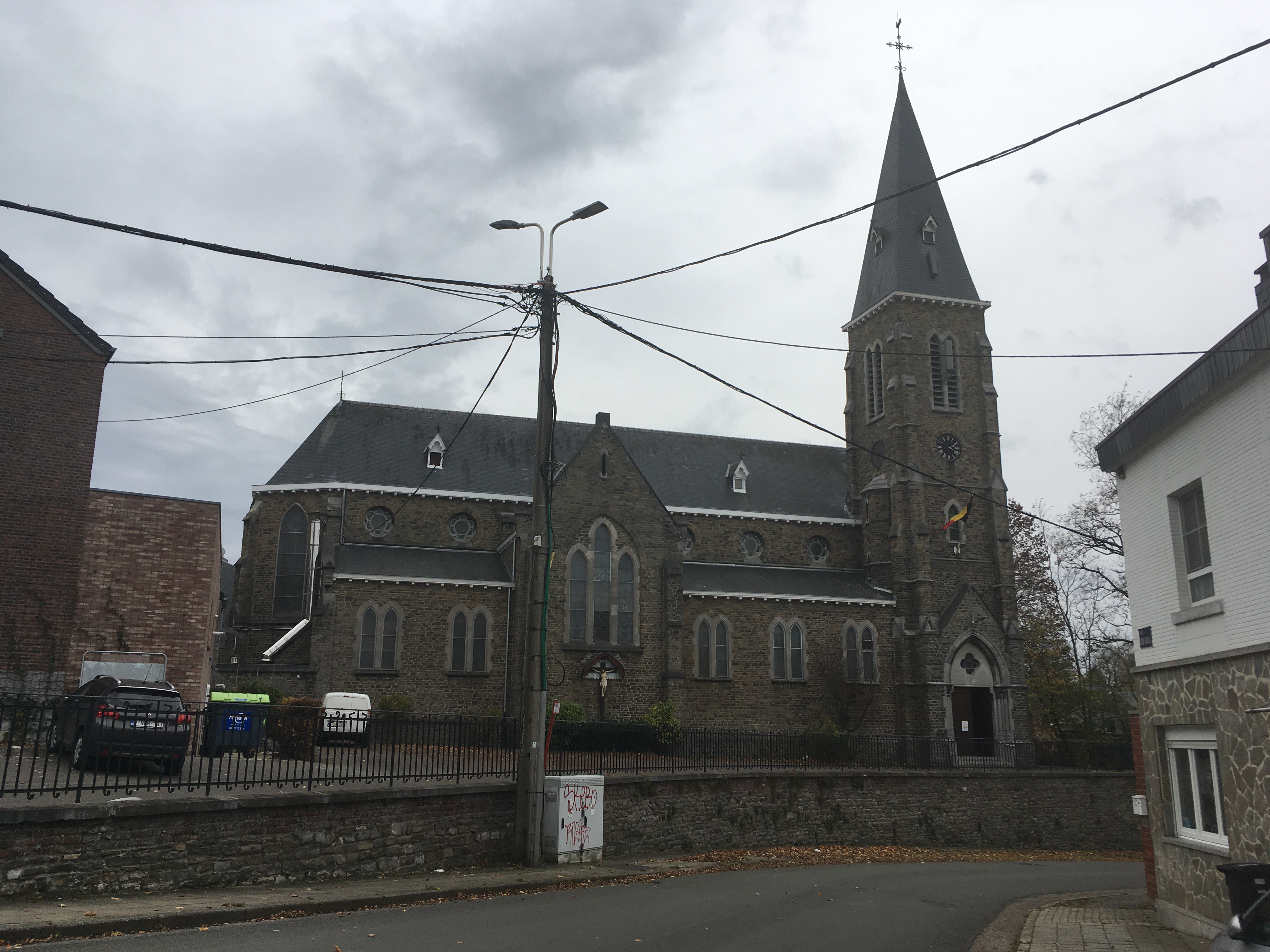
Sint-Jan de Doperkerk

## Natuur en landschap
Embourg ligt aan de Ourthe maar is door een autoweg daarvan gescheiden. De hoogte aan de kerk bedraagt 150 meter. De omgeving is enigszins verstedelijkt als deel van de Luikse agglomeratie.

## Demografische ontwikkeling
- Bronnen:NIS, Opm:1831 tot en met 1970=volkstellingen, inwoneraantal op 31 december

## Nabijgelegen kernen
Angleur, Chaudfontaine, Beaufays, Tilff